# Ópera de Copenhague
La Ópera de Copenhague (en danés: Operaen) es el teatro nacional de ópera de Dinamarca en Copenhague, considerado uno de los teatros más modernos del mundo. Se encuentra también entre las óperas más costosas del planeta con un precio de construcción superior a los 300 millones de dólares. Cuenta con dos sedes, el moderno edificio inaugurado en 2005 y el Teatro Real de Copenhague, antiguo teatro que ha quedado reservado para otras obras.

## Construcción
La Fundación A.P. Møller y Chastine Mc-Kinney Møller donó el Teatro de la Ópera al Estado danés en agosto de 2000 (A.P. Møller fue cofundador de la compañía multinacional danesa Mærsk). En algunos sectores se sintieron ofendidos por la donación privada, en parte porque el costo total del proyecto sería deducible de los impuestos, obligando al gobierno a comprar el edificio. Pero el parlamento (Folketing) y el gobierno danés lo aceptaron en el otoño de 2000.

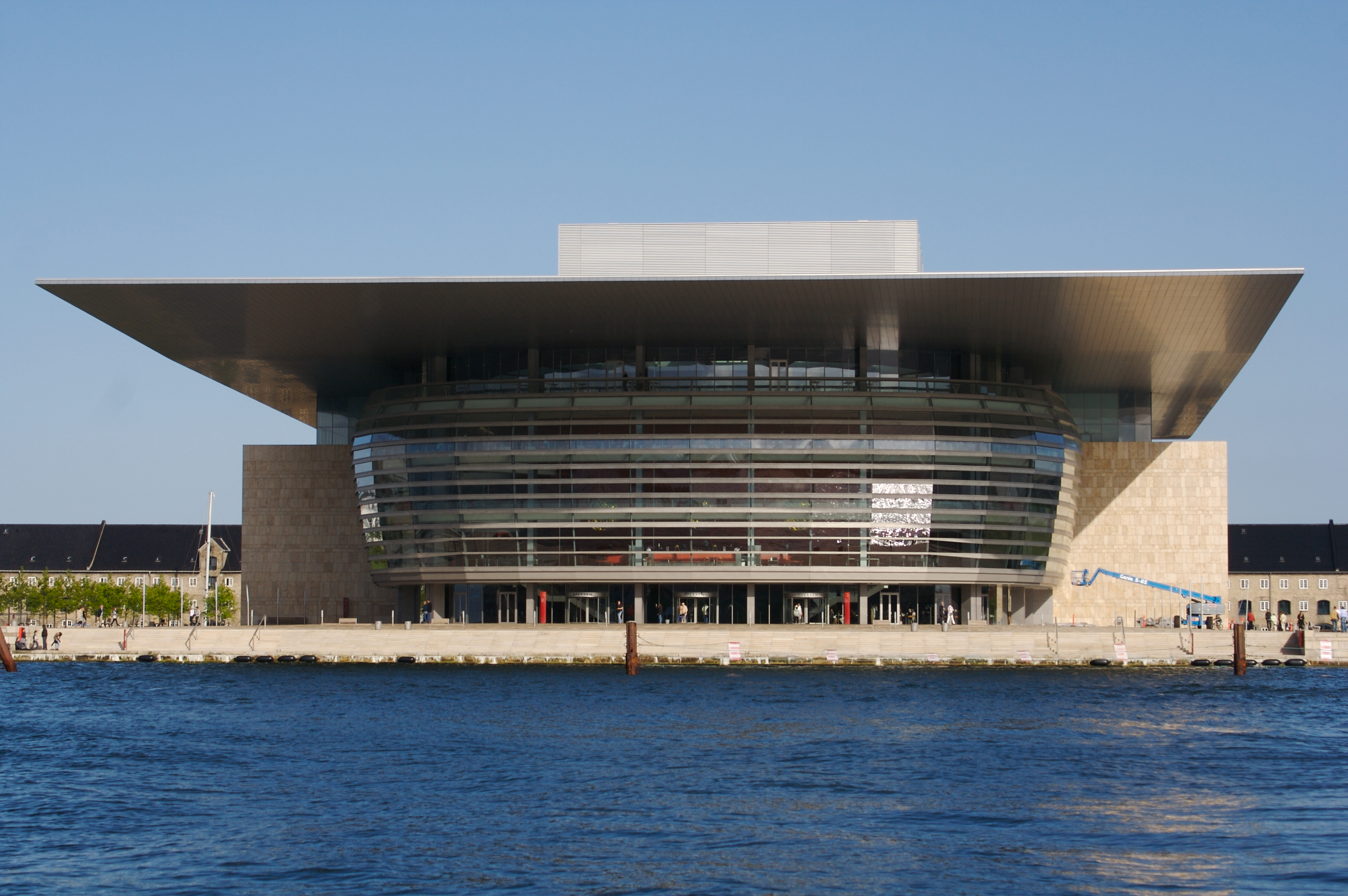
La fachada principal

El arquitecto Henning Larsen y los ingenieros Ramboll y Buro Happold y el consultor teatral Theatreplan diseñaron la instalación. La acústica fue diseñada por Arup Acoustics y Speirs y Major Associates diseñaron la iluminación arquitectónica. A.P. Møller tuvo la última palabra en el diseño del edificio, sin embargo, añadiendo acero al frente de vidrio, entre otras cosas. La construcción comenzó en junio de 2001 y se completó el 1 de octubre de 2004.
Se inauguró el 15 de enero de 2005, en presencia de Mærsk Mc-Kinney Møller, el primer ministro danés Anders Fogh Rasmussen y la reina Margrethe II.
El tenor Plácido Domingo hizo una presentación de gala como Sigmund en la ópera La valquiria de Wagner el 7 de abril de 2006, en una producción de Kasper Bech Holten y a la que asistió la reina.

La etapa de Dinamarca de la Red Bull Cliff Diving World Series tiene lugar aquí.

## Características

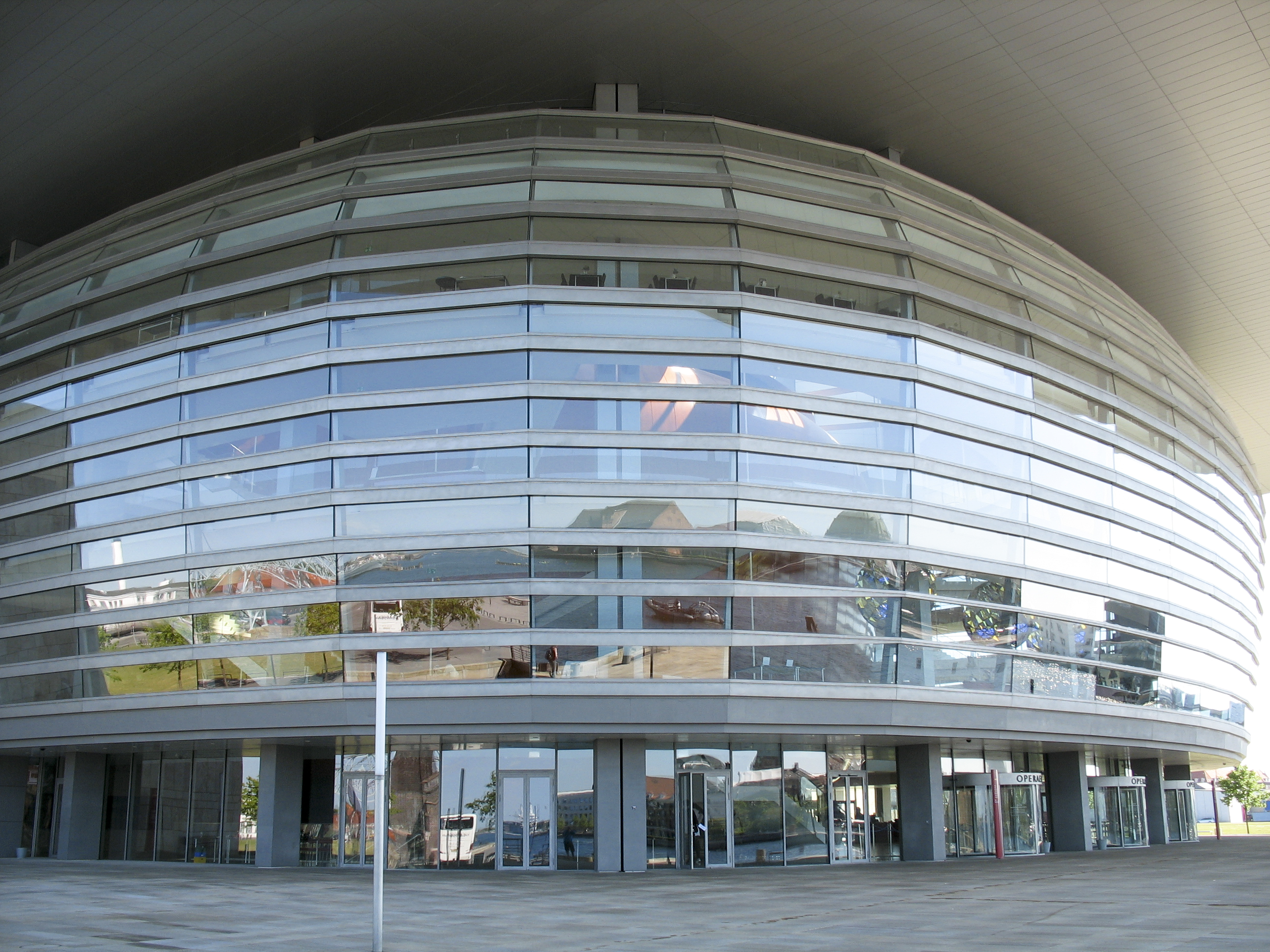
Entrada de la Ópera de Copenhague.

El nuevo edificio diseñado por Henning Larsen a un coste de 340.000.000 de euros, es la sede principal de la Ópera Real Danesa, y se encuentra ubicado en una isla del puerto de la capital danesa, frente a la bahía de la ciudad justo frente al Palacio de Amalienborg (residencia de la familia real). 
Consta de dos salas, la principal para 1500 espectadores y la de cámara para 200.
El telón fue diseñado por Per Arnoldi y Per Kirkeby, mientras que las cuatro esculturas de bronce del vestíbulo adornadas con otras tres esculturas de luz son obra del artista danés-islandés Olafur Eliasson.
El mejor método de acceso es por ferry desde el puerto.

## Galería

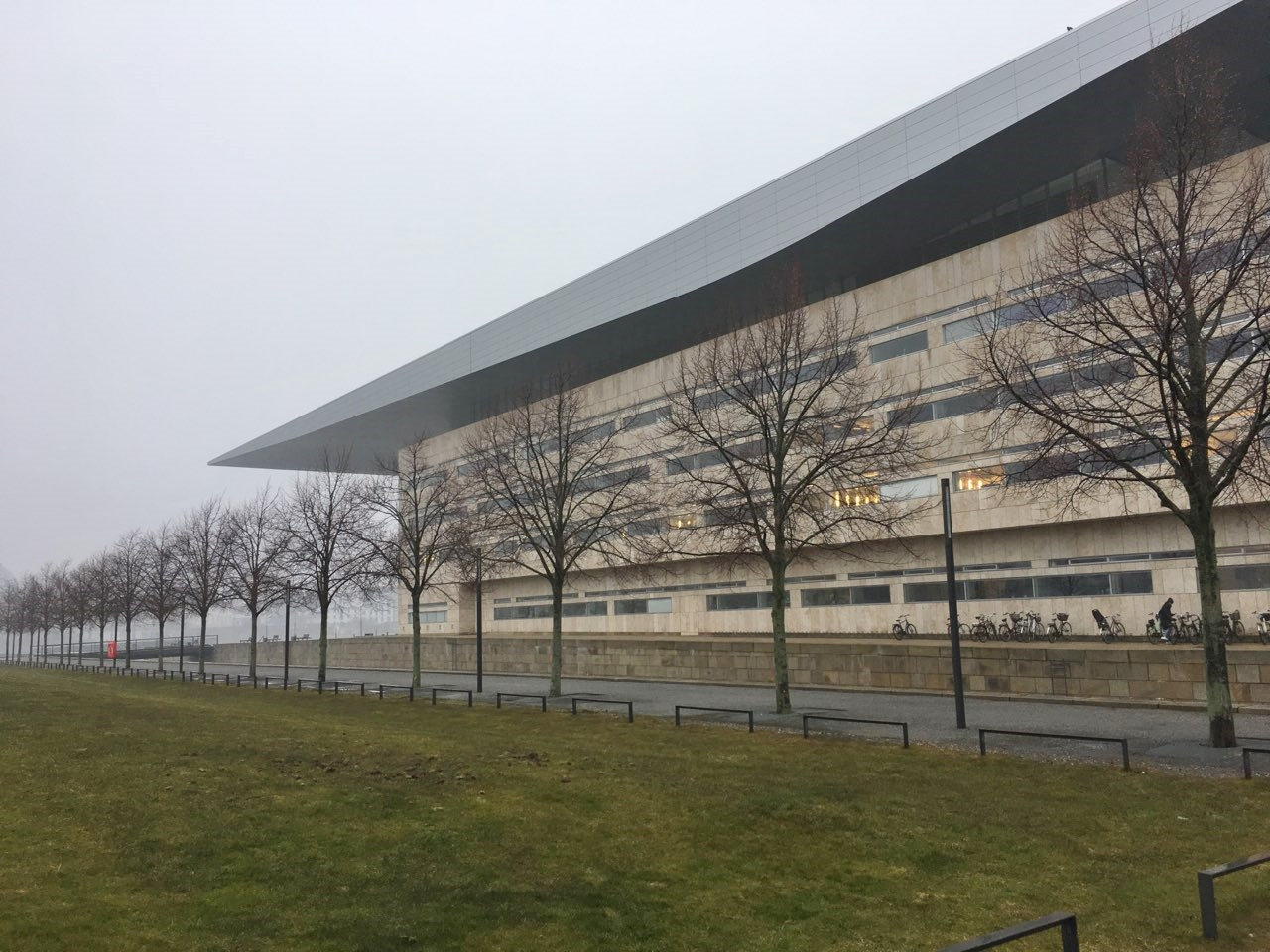
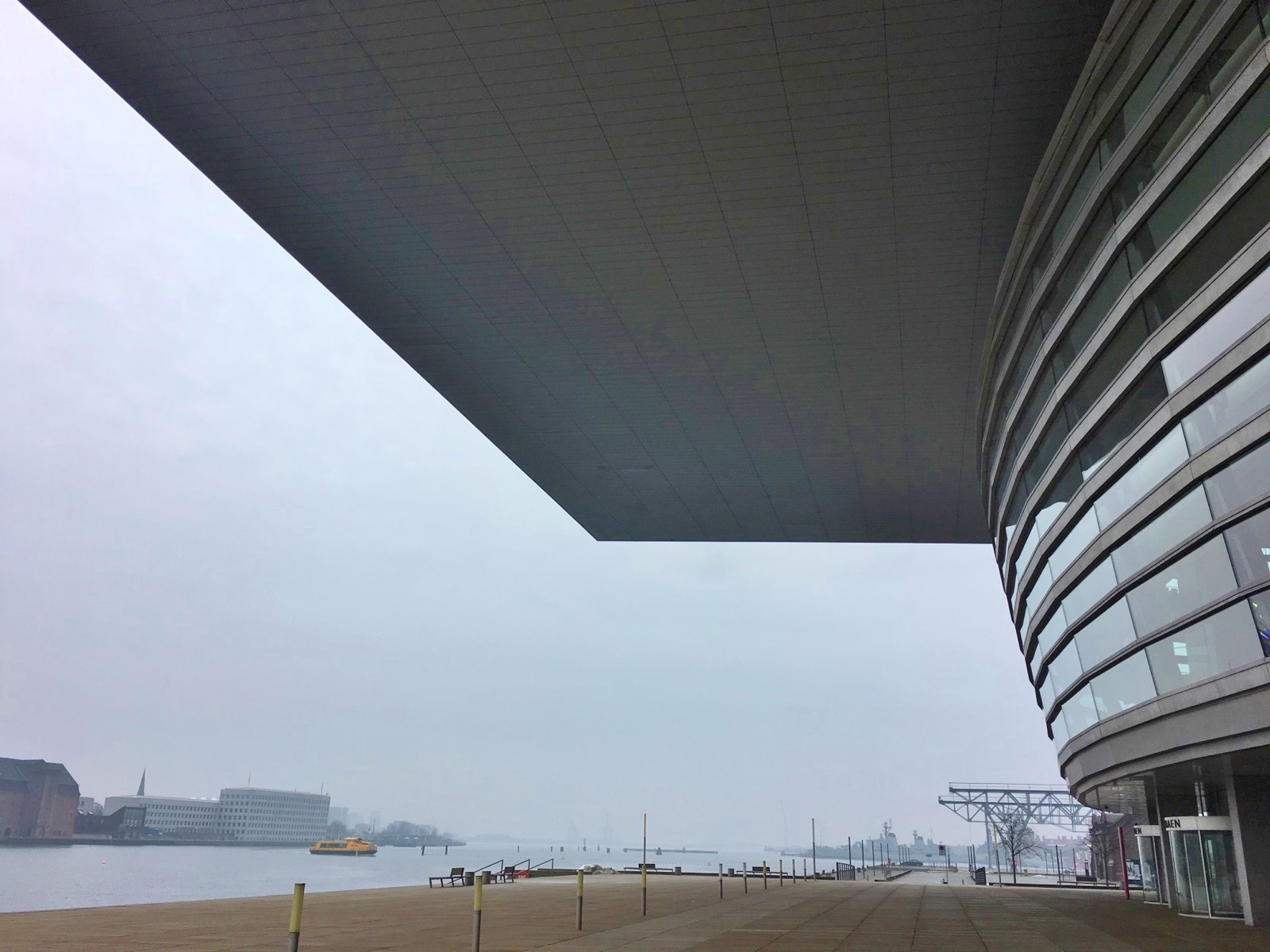
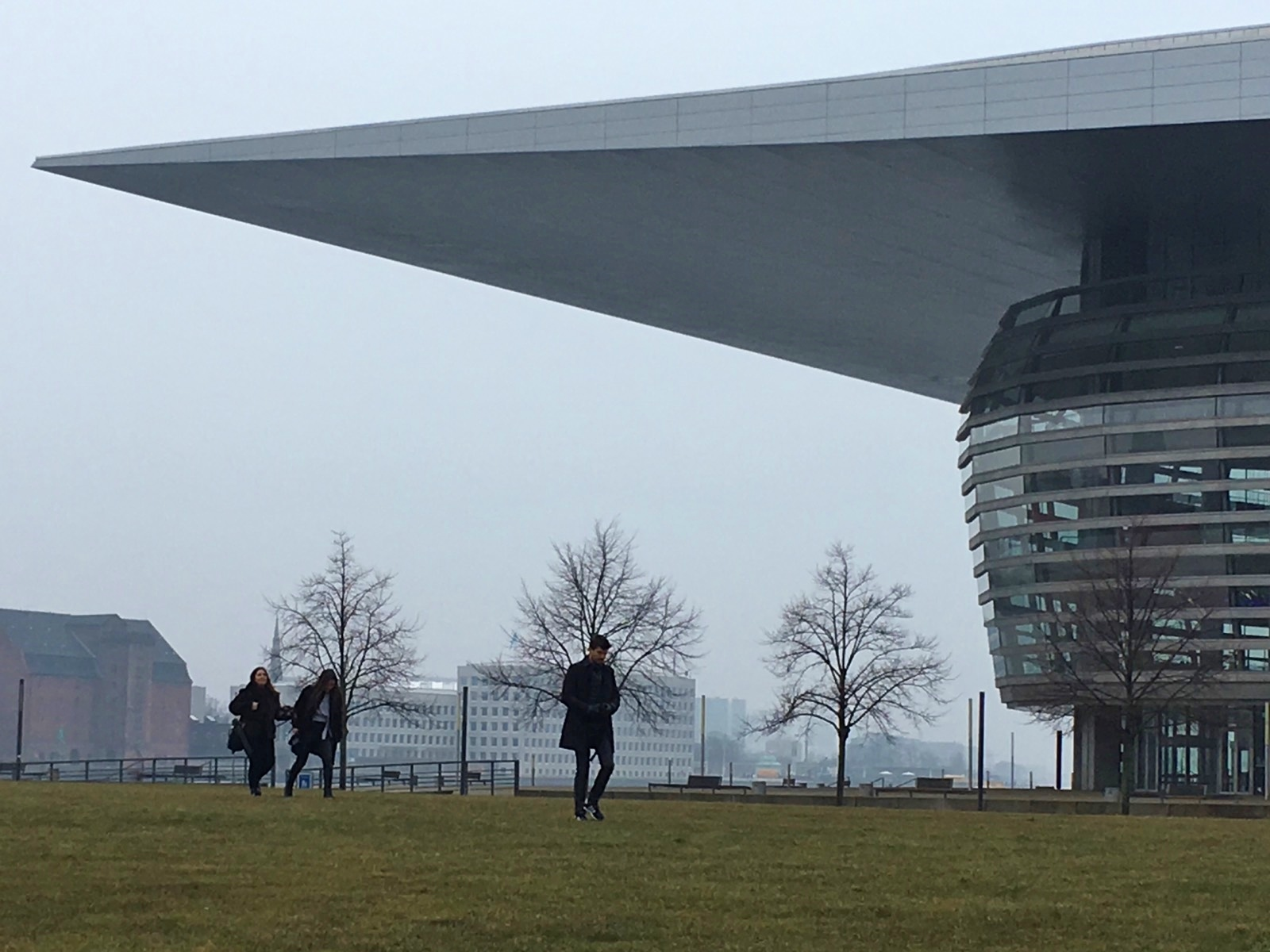
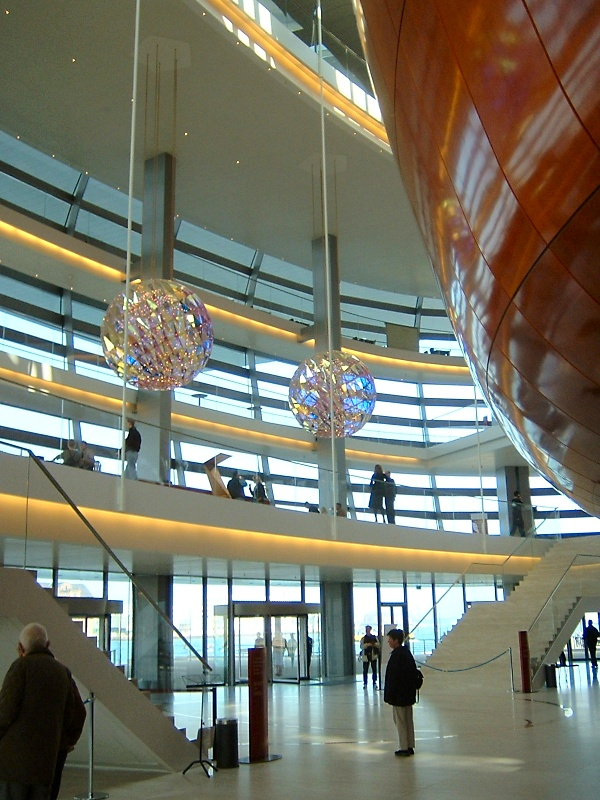
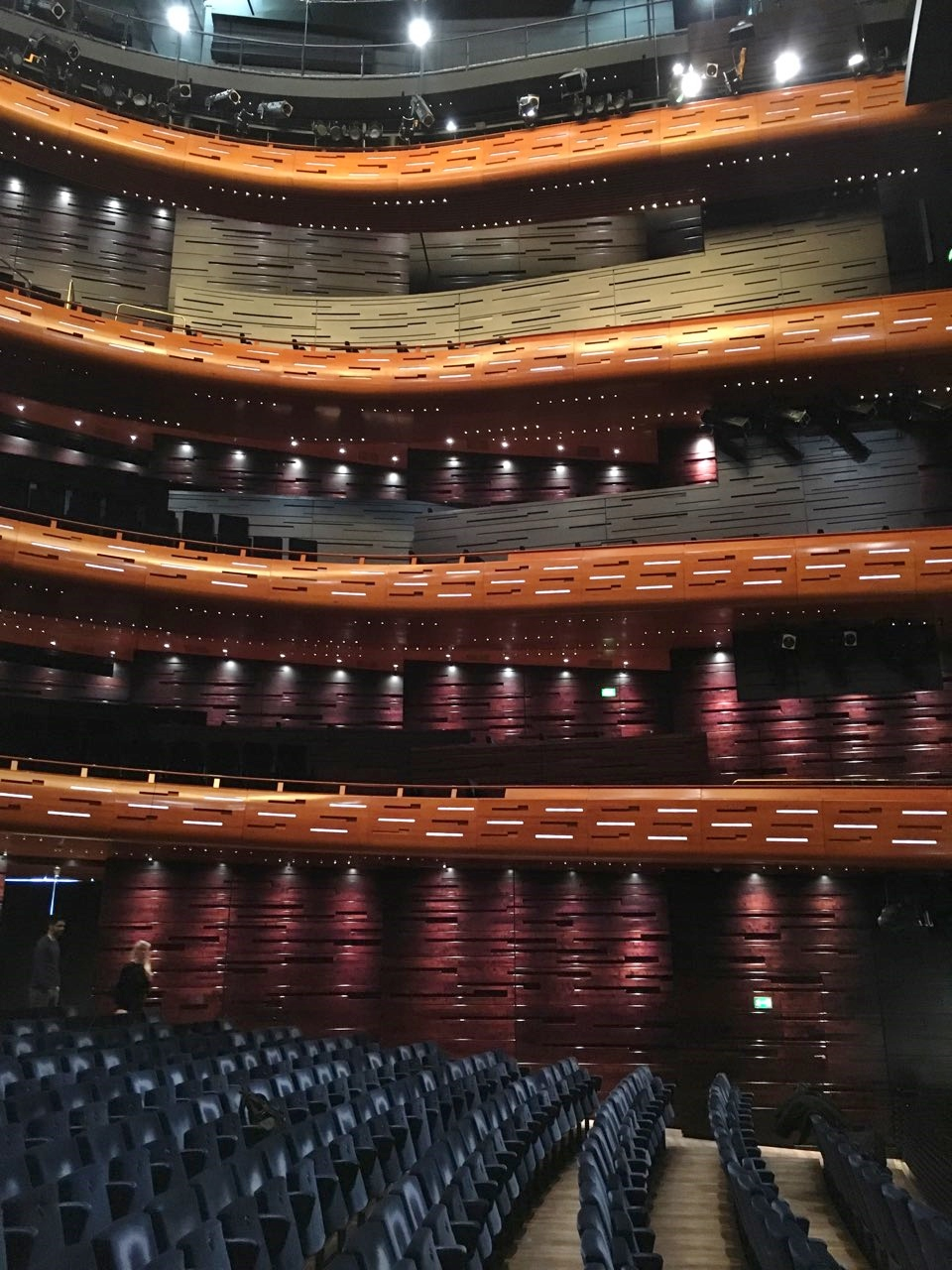